# Tomosvaryella quadradentis
Tomosvaryella quadradentis är en tvåvingeart som beskrevs av Hardy 1943. Tomosvaryella quadradentis ingår i släktet Tomosvaryella och familjen ögonflugor.
Artens utbredningsområde är Nevada. Inga underarter finns listade i Catalogue of Life.